# Haaravaara
Haaravaara är en kulle i Finland.   Den ligger i Sodankylä kommun i landskapet Lappland, i den norra delen av landet, 900 km norr om huvudstaden Helsingfors. Toppen på Haaravaara är 342 meter över havet, eller 68 meter över den omgivande terrängen. Bredden vid basen är 1,2 km.
Terrängen runt Haaravaara är huvudsakligen platt. Trakten runt Haaravaara är nära nog obefolkad, med mindre än två invånare per kvadratkilometer. Det finns inga samhällen i närheten. 